# Montòrt
Montord és un municipi francès, situat al departament de l'Alier i a la regió d'Alvèrnia-Roine-Alps. L'any 2007 tenia 248 habitants.

## Demografia

### Població
El 2007 la població de fet de Montord era de 248 persones. Hi havia 88 famílies de les quals 28 eren unipersonals (28 dones vivint soles i 28 dones vivint soles), 20 parelles sense fills, 24 parelles amb fills i 16 famílies monoparentals amb fills.
La població ha evolucionat segons el següent gràfic:
Habitants censats

### Habitatges
El 2007 hi havia 101 habitatges, 89 eren l'habitatge principal de la família, 2 eren segones residències i 10 estaven desocupats. Tots els 101 habitatges eren cases. Dels 89 habitatges principals, 69 estaven ocupats pels seus propietaris i 20 estaven llogats i ocupats pels llogaters; 3 tenien dues cambres, 17 en tenien tres, 33 en tenien quatre i 37 en tenien cinc o més. 74 habitatges disposaven pel capbaix d'una plaça de pàrquing. A 32 habitatges hi havia un automòbil i a 46 n'hi havia dos o més.

### Piràmide de població
La piràmide de població per edats i sexe el 2009 era:
| Homes | Edats   | Dones |
| ----- | ------- | ----- |
| 0     | 95 o +  | 0     |
| 0     | 90 a 94 | 0     |
| 0     | 85 a 89 | 0     |
| 0     | 80 a 84 | 4     |
| 4     | 75 a 79 | 0     |
| 4     | 70 a 74 | 8     |
| 12    | 65 a 69 | 4     |
| 4     | 60 a 64 | 4     |
| 8     | 55 a 59 | 4     |
| 0     | 50 a 54 | 4     |
| 8     | 45 a 49 | 4     |
| 4     | 40 a 44 | 16    |
| 12    | 35 a 39 | 8     |
| 8     | 30 a 34 | 8     |
| 4     | 25 a 29 | 4     |
| 0     | 20 a 24 | 0     |
| 4     | 15 a 19 | 8     |
| 20    | 10 a 14 | 20    |
| 20    | 5 a 9   | 8     |
| 12    | 0 a 4   | 4     |

## Economia
El 2007 la població en edat de treballar era de 134 persones, 99 eren actives i 35 eren inactives. De les 99 persones actives 92 estaven ocupades (47 homes i 45 dones) i 8 estaven aturades (5 homes i 3 dones). De les 35 persones inactives 13 estaven jubilades, 14 estaven estudiant i 8 estaven classificades com a «altres inactius».

### Ingressos
El 2009 a Montord hi havia 90 unitats fiscals que integraven 220 persones, la mediana anual d'ingressos fiscals per persona era de 14.980 €.

### Activitats econòmiques
Dels 2 establiments que hi havia el 2007, 1 era d'una empresa de construcció i 1 d'una entitat de l'administració pública.
L'únic servei als particulars que hi havia el 2009 era un paleta.
L'any 2000 a Montord hi havia 12 explotacions agrícoles que ocupaven un total de 532 hectàrees.

## Poblacions més properes
El següent diagrama mostra les poblacions més properes.